# François Lapointe
François Lapointe, född 23 augusti 1961, är en friidrottare från Kanada. Han deltog vid olympiska sommarspelen 1984 och olympiska sommarspelen 1988.